# Star Lausanne Hockey Club
Le Star Lausanne Hockey Club est un club de hockey sur glace de la ville de Lausanne en Suisse créé en 1923. En 2016, il fusionne avec le HC Forward Morges pour créer Star-Forward.